# Baltia
Korporacja Studentów Uniwersytetu Poznańskiego „Baltia” – powstała 7 grudnia 1921 r. w Poznaniu, jest to również data starszeństwa, czyli przyjęcia korporacji do Związku Polskich Korporacji Akademickich. Nazwę wzięto od polskiego morza – Bałtyku. Do założenia Baltii doszło z inicjatywy Jego Magnificencji Rektora Heliodora Święcickiego przez grono Filomatów Pomorskich, kontynuujących swe studia na Uniwersytecie Poznańskim. Członkowie korporacji Baltia byli w większości mieszkańcami Pomorza Gdańskiego, dzisiejszego województwa kujawsko-pomorskiego oraz Wielkopolski. Reaktywowana 15 czerwca 2002 r. w Poznaniu za zgodą przedwojennych Filistrów Baltii i ZPKA stanowi prawną i organizacyjną kontynuację Konwentu Baltia.

## Insygnia, odznaki i niektóre zwyczaje
Korporacja posiada własne zwyczaje, hymn, symbolikę, emblematy oraz sztandar (przedwojennego sztandaru dotychczas nie odnaleziono).
Dewiza – zawołaniem korporacji Baltia jest paremia rzymska wywodzona z pism Cicerona: SALUS REI PUBLICAE SUPREMA LEX ESTO, która pojawia się na sztandarze i w herbie; jest również synonimem całego ruchu korporacyjnego i dewizą Związku Polskich Korporacji Akademickich.
Cyrkiel – stylizowany monogram złożony z pierwszych liter wyrazów Baltia – B, łacińskiego zawołania Vivat, Crescat, Floreat – VCF (Niech Żyje, Wzrasta, Rozkwita) i wykrzyknika symbolizującego gotowość do obrony honoru, wierność swojej korporacji oraz zdolność do poświęceń. Cyrkiel jest wpinany w butonierkę marynarki (srebrny – komilitoni, złoty – filistrzy), stawia się go obok nazwiska w pismach korporacyjnych.

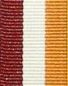
Banda Baltii

Banda – inaczej barwy korporacyjne, szarfa korporacji jest trójbarwna – wiśniowa, biała i złota. Barwy pochodzą one od herbu – polskich insygniów królewskich – miasta Gdańska. Symbolika: ofiarność i gotowość przelania krwi dla Ojczyzny – nieskazitelność charakteru, czystość idei i szczerość – przyjaźń i braterstwo. Są to barwy rycerskie, natomiast członkowie-kandydaci mają obowiązek nosić wiśniową szarfę z biało-wiśniowymi bordiurami. Występowały w różnych szerokościach (począwszy od najszerszej): prezydialne, komerszowe lub konwentowe, rycerskie (zwykłe), giermkowskie (fuksowskie) i balowe tzw. frakowe (1 cm). Banda w Baltii jest zgodnie z tradycjami noszona z prawego ramienia ku lewemu bokowi na znak satysfakcji orężnej udzielanej bronią białą (w przeciwnym wypadku – prochową). Należy jednak zaznaczyć, że Baltia jako korporacja katolicka zajmowała stanowisko antyduelanckie, ale silnie wspierała i nadal aktywnie wspiera wewnątrzkorporacyjne Sądy Honorowe, jak i polubowne załatwianie sporów zewnętrznych w postępowaniu honorowym na podstawie Akademickiego Kodeksu Honorowego autorstwa Filistra Oldermana Korporacji Palestra dr. Juliusza Sas-Wisłockiego. Kodeks ten był w pewnym sensie owocem wieloletnich prac całego ruchu korporacyjnego mających na celu ujednolicenie zasad postępowania honorowego. Charakteryzował się wysoką elastycznością, był utrakwistyczny (zaspokajał antyduelantów i duelantów), przyjmował klauzulę niedopuszczalności pojedynków. Znany jest tylko jeden Baltus, który zginął na skutek pojedynku, de facto zabójstwa – Zbigniew Łebiński (ur. 1905 – zm. 19 II 1925, syn Walerego red. Wielkopolanina), sprawa skończyła się procesem sądowym. Z pojedynków słynęli członkowie zaprzyjaźnionej (niegdyś paramilitarnej) Masovii, mistrzami szermierki byli członkowie "korporacji oficerskiej" – Chrobrii. Korporacje in gremio brały udział i organizowały zawody strzeleckie i szermierki.
Dekiel – element stroju korporanta. Baltusi posiadają dekiel koloru wiśniowego w kształcie zaokrąglonej rogatywki z właściwą bandą barwiarza bądź fuksa wokół otoku. Na górze dekla wyhaftowane są srebrną "bajerką" (białą u fuksów) dwa czteroramienne wzory, wierzchołki drugiego stylizowane są na pierwszą literę wyrazu Baltia – B, w całości kojarzą się z tradycyjną ośmiokierunkową różą wiatrów. Najbardziej doświadczony fuks (giermek) Baltii tzw. fuksmajor, na znak przewodniczenia w izbie giermków, przyczepia do swojego dekla futro z lisiego ogona. Dekiel wraz z bandą (szarfą) nazywa się barwami korporacyjnymi, powinno się nosić je razem z wizytowym strojem, albowiem wyrażają one godność korporanta – Baltusa.
Litewka – tradycyjny mundur korporanta, w Baltii jest koloru wiśniowego, do tego ubiera się białe spodnie z lampasami, długie białe rękawice korporanckie (można też wysokie buty) oraz ciemny płaszcz z kotwicą metalową jako wiszącą ozdobą. Na mundurze występują liczne sznurowania, na kołnierzu płaszcza występuje cyrkiel K! Baltia.

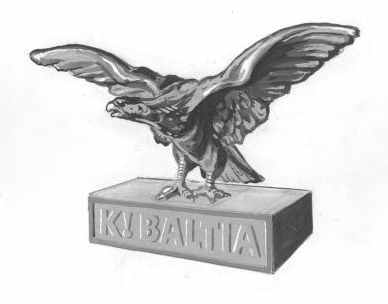
Orzeł z drzewca sztandaru K! Baltia, rys. Fil! Zygfryd Nowicki

Herb korporacji i Sztandar – opis sztandaru strony głównej: adamaszkowy płat wymiarów 100x120 cm. w kolorze wiśniowym. Na nim pośrodku centralnie umieszczony herb Korporacji. Herb stanowi tarcza o specyficznym kształcie, trójpolowa w barwach: wiśniowej, białej i złotej, ułożonych ukośnie od góry strony lewej ku dołowi strony prawej. W górnym polu wiśniowym, umieszczony po prawej stronie znak dawnej floty polskiej króla Władysława IV tj. łódź z wystającym z niej ramieniem, dzierżącym w ręku zakrzywiony miecz. Znak wykonany srebrnym sztychem. W polu środkowym białym umieszczony w środku cyrkiel korporacji, wykonany złotym sztychem. W polu dolnym złotym, umieszczona po lewej stronie kotwica z częścią liny okrętowej. Znak wykonany srebrnym sztychem. Tarcza herbowa otoczona jest splotem srebrnych liści akantu u góry ponadto znajduje się srebrny szyszak rycerski z pióropuszem trzech piór w kolorach wiśniowym, białym, złotym. U dołu tarczy – srebrna wstęga lekko sfalowana na niej data założenia korporacji: 7.XII.1921. Nad herbem u góry w półkolu wyszywany złotym sztychem literami (wersalikami) pierwsza część dewizy korporacji: Salus Rei Publicae, pod herbem u dołu w półkolu druga część dewizy: Suprema Lex Esto. Cały płat z trzech stron – góra, lewa, dół – obszyty jest frędzlami żółtozłotymi.
Opis sztandaru strony odwrotnej: adamaszkowy płat w kolorze bardzo jasnego ugru. Na nim wstęga wiśniowo-biała-złota, biegnąca z lewego narożnika w dół ku prawemu narożnikowi. Na wstędze w lewym narożniku u góry kolorowy wizerunek – Matki Boskiej Częstochowskiej – umieszczony na tarczy. W środku wstęgi centralnie wyszywany złotym sztychem cyrkiel korporacji. W trójkątnym prawym polu u góry, wyszyty złotym sztychem napis w dwóch rzędach – Uniwersytetu Poznańskiego. Głowicę drzewca sztandaru stanowi orzeł z rozpiętymi skrzydłami, zrywający się do lotu. Orzeł stoi na belce, na której froncie wytłoczony jest duży napis K! BALTIA, całość wykonana jest z metalu srebrnego. Sztandar uzupełniają dwie wstęgi, zawiązane dodatkowo na drzewcu sztandaru, między głowicą a płatem. Są to wstęgi skartelizowanych z K! Baltia korporacjami: K! Z.A.G. Wisła – Gdańsk, o barwach białej i amarantowej, oraz Korporacji Aquilonia – Warszawa, o barwach: wiśniowej, srebrnej, błękitnej.
Szlagier, rapier (lżejszy) – tradycyjna broń korporancka i przyrząd reprezentacyjny z koszem w barwach korporacji Baltia, począwszy od trzeciej, złotej barwy rycerskiej, najbliższej zastawy klingi.
Dewizka (szatynelka) – wisiorek przypinany do zegarka, kawałek bandy korporacyjnej z wygrawerowanym herbem na środku, na odwrocie dedykacją od ojca korporacyjnego.
Sygnet – pierścień z herbem i cyrklem korporacyjnym, ozdoba niegdyś używana również w celach identyfikacyjnych.
W archiwach zachowały się m.in.:
- Fizycznie: dewizki, wszelkiego rodzaju bandy, dekle, dokumenty, zdjęcia, nagrania z lat PRL, zwyczaje i książki (księgi pamiątkowe),
- Na fotografiach: Baltusi w litewkach, sygnet, sztandar, herb, dekiel, dewizki,
- W opisach: sztandar w statucie z 1938, opisy bandy,
- W pracach artystycznych: rysunki sztandaru K! Baltia (artysta plastyk, grafik Zygfryd Nowicki z K! Baltia), hymn wykonany na pianinie (pianista, muzykolog Grzegorz Kardaś z K! Baltia)

## Ideologia
Korporacja akademicka to męskie, konserwatywne, narodowe, chrześcijańskie, akceptujące reguły postępowania honorowego, ideowo-wychowawcze stowarzyszenie polskich akademików: studentów odpowiednio dobranych pod względem dodatnich cech charakteru, kwalifikacji moralnych i intelektualnych, a także późniejszych absolwentów czy naukowców danej uczelni bądź ośrodka akademickiego. Posiada własną ideologię oraz cele statutowe, realizowane w przypadku K! Baltia, jako zakreślona od jej powstania misja: przygotowania swych członków przez współpracę w ścisłym gronie kolegów – przyjaciół do pracy obywatelskiej dla dobra Ojczyzny, a w szczególności krzewienie wśród społeczeństwa polskiego zamiłowania do morza; spolszczenie wybrzeża bałtyckiego; zabezpieczenie i rozszerzenie jego posiadania.
Korporacja Baltia jest stowarzyszeniem apartyjnym, opartym na zasadach etyki katolickiej i tradycji narodowej.
- Statut Korporacji Akademickiej Baltia z 27 lutego 1938 roku w zakresie ideologii korporacyjnej odzwierciedla powszechne w Polskich Korporacjach Akademickich zasady ideowe polskiego ruchu korporacyjnego, zgodne ze Statutem Organicznym będącym streszczeniem idei, celów i środków działania:

§ 3. [Deklaracja ideowa] Korporacja Baltia przyjmuje jako podstawę ideową następującą deklarację:
a) celem życia każdego korporanta jest praca dla Polski, dla Jej wielkości i potęgi. Dobro Narodu jest dla niego najwyższym prawem i drogowskazem postępowania;
b) pracę dla Polski pojmuje korporant jako pracę dla całego narodu. Przeciwstawia się on wszelkim prądom i dążeniom, które ponad interesy Narodu i Państwa, jako całości, wynosić pragną interesy osobiste, partyjne lub klasowe;
c) korporant zdaje sobie sprawę z niebezpieczeństwa obcych żywiołów, które grozi zatraceniem przez Najjaśniejszą Rzeczpospolitą jednolitego charakteru narodowego. Wszędzie i zawsze staje w obronie polskości, zarówno w dziedzinie dóbr duchowych, jak i materialnych;
d) w korporacji panuje duch demokratyzmu, łączności braterskiej i równości. Korporant nie może wynosić się ponad innych z powodu swego urodzenia, majątku, stanowiska lub tytułu. Każdy Polak jest dla niego bratem.

## Hymn

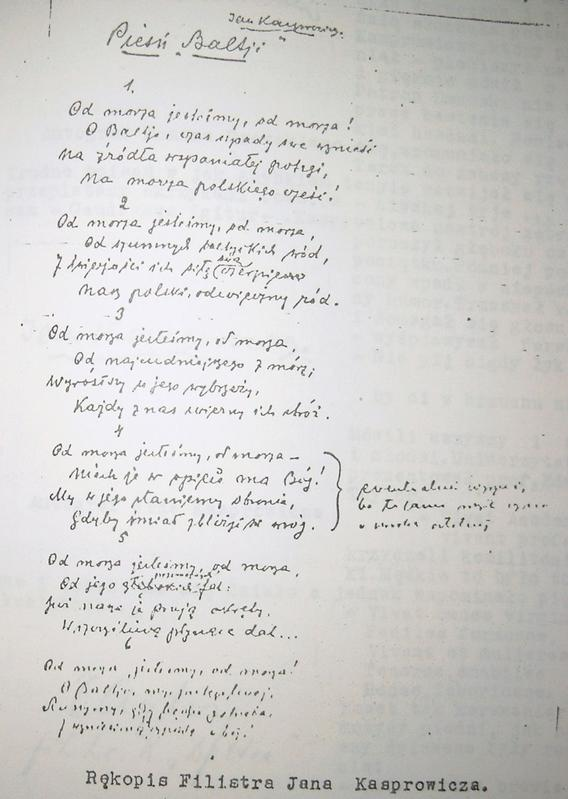
Rękopis Pieśni [hymnu] Baltii Fhc! Jana Kasprowicza z Księgi Baltii

- Hymnem Korporacji Baltia jest Pieśń Baltii, czasem nazywany O Baltjo! lub Od morza jesteśmy. Autorem tekstu jest Protektor i Filister h.c. K! Baltia prof. Jan Kasprowicz, muzykę napisał młody barwiarz Baltii o talencie muzycznym Aleksander Gronowicz (zm. 05.1926 r.). Zapis nutowy po wojnie opracował muzykolog barwiarz Baltii Grzegorz Kardaś[4].

Od morza jesteśmy, od morza! O Baltio! czas szpady swe wznieść
na źródła wspaniałej potęgi, na morza polskiego cześć!
Od morza jesteśmy, od morza, Od szumnych bałtyckich wód,
z świeżości ich siłę swą czerpie nasz polski, odwieczny ród.
Od morza jesteśmy, od morza! Od najcudniejszego z mórz,
wyrósłszy u jego wybrzeży, każdy z nas wierny ich stróż.
Od morza jesteśmy, od morza! Niech je w opiece ma Bóg!
My w jego staniemy obronie, gdyby śmiał zbliżyć się wróg.
Od morza jesteśmy, od morza! Od jego przemożnych fal,
już nasze je prują okręty, w szczęśliwą płynące dal...
Od morza jesteśmy, od morza! O Baltio! my zastęp twój.
Ruszymy, gdy będzie potrzeba, z wzniesioną tą szpadą w bój!

## Ustrój korporacji, hierarchia, struktura
Członkostwo
W korporacji Baltia wyróżnia się następujące etapy członkostwa:
1. prokandydat, uczestniczy w zebraniach;
2. Fuks (niepełnoprawny członek) lub giermek (f., fuks);
3. Barwiarz, Komiliton lub Rycerz (kom., kom!, C!, Com!);
3.1. Senior (j.w.);
4. Filister (fil., F!, Fil!) to absolwent wyższej uczelni przyjęty po właściwym etapie działalności korporacyjnej do Koła Filistrów danej Korporacji. W Baltii od 1921 roku do dnia dzisiejszego można mówić o kilkuset Filistrach.
Władze w korporacji
A) zebranie członków rzeczywistych /konwent/ – najwyższa instancja prawodawcza, wykonawcza i sądowa,
B) zarząd korporacji /presidium/ składa się z prezesa, wiceprezesa i sekretarza
C) komisja rewizyjna
Admirał
Zaszczytną funkcją w korporacji jest admirał (olderman, marszałek, starosta), który pełni w korporacji funkcję wychowawczą i sprawuje opiekę nad ogółem członków-kandydatów.
A. odpowiada za swoją działalność wprost przed konwentem, zasiada z urzędu na posiedzeniach prezydium z prawem głosu decydującego. Ex officio przewodniczy wydziałowi naukowo-wychowawczemu.
W korporacjach pełni również rolę: strażnika praw konwentu; mistrza ceremonii na komerszach; obergospodarza kwatery czy prokuratora. Cele i zadania wychowawczo-ideowe realizowane w pracy admirała występują właściwie we wszystkich aspektach działalności i instytucjach korporacji.
Wydziały
A) naukowo-wychowawczy i B) sądowy
Urzędnicy
Przewodniczący i wiceprzewodniczący wydziału naukowo-wychowawczego, skarbnik, gospodarz, bibliotekarz, kronikarz, komisarz wakacyjny.
W korporacji występują agendy, komisje, referat, magister paucandi (nauczyciel szermierki), magister cantandi (nauczyciel śpiewu), oraz nadrzędne: duszpasterz i kurator korporacji.

## Historia

### Powstanie Korporacji Akademickiej Baltia
Korporacja Studentów Uniwersytetu Poznańskiego Baltia powstała 7 grudnia AD 1921 na zebraniu konstytucyjnym z udziałem około 30 akademików Pomorzan w sali jedynego w tym czasie Domu Akademickiego zwanym później „Stary” przy ul. Święty Marcin w Poznaniu. Zebranie odbyło się pod przewodnictwem Wacława Ciesielskiego, pierwszego Prezesa Korporacji.
Pierwsze Prezydium ukonstytuowało się w następującym składzie:
- Prezes – Wacław Ciesielski
- I Wiceprezes – Stanisław Iwicki
- II Wiceprezes – Józef Karasiewicz
- Admirał – Piotr Chrosciński
- Sekretarz – Władysław Rogoziński
- Skarbnik – Franciszek Wegner

W skład pierwszego Konwentu Korporacji Baltia weszli: Kazimierz Balcerski, Zdzisław Gayda, Stanisław Pruski, Franciszek Roszak, Zygmunt Szwedowsk, Witold Kurowski, Wincenty Łącki, Marian Palicki, Stefan Janowski i Wacław Ziętek.

### Patron i Filister Korporacji Akademickiej
Dmowski był uczestnikiem licznych spotkań na początku lat 20. z dr. Edwardem Taylorem, dr. Czesławem Meissnerem, dr. Heliodorem Święcickim, dr. Kazimierzem Hąci, dr. Kazimierzem Bajońskim i wydawcą Jarosławem Leitgeberem z udziałem zaproszonych profesorów i wyższego duchowieństwa. W wyniku tych spotkań, na których gościli byli Filomaci Pomorscy, m.in. Wacław Ciesielski (pierwszy prezes), Władysław Rogoziński (pierwszy sekretarz), Wincenty Łącki, Zygmunt Szwedowski, Marian Palicki, a ówcześni członkowie Akademickiego Koła Pomorskiego, zdecydowano poprzeć ideowe i programowe założenia Polskich Korporacji Akademickich zrzeszonych w Związku Polskich Korporacji Akademickich, z jednoczesnym zamiarem upowszechnienia ich korzystnego, rodzimego, narodowego wizerunku w polskim społeczeństwie. W rezultacie tych dążeń rychło zawiązała się jedna z najprężniejszych tego rodzaju organizacji Korporacja Studentów Uniwersytetu Poznańskiego Baltia. W skład pocztu honorowego Baltii weszli oczywiście niektórzy uczestnicy tych spotkań, ludzie z kręgu najbliższych przyjaciół Romana Dmowskiego, starsze pokolenie filomatów pomorskich, m.in. dr. Kazimierz Bajoński, dr. Edward Taylor, a także Jan Kasprowicz, gen. Józef Haller, ks. Józef Prądzyński, Stefan Łaszewski, ks. Feliks Bolt oraz wielu innych działaczy niepodległościowych i narodowych. 8 grudnia 1921 r. Dmowski przyjmuje delegatów Korporacji Baltia w swoim majątku w Drozdowie. Po przedstawieniu sprawozdania z działalności i protokołu założenia Baltii, zgadza się poprzeć starania Filomatów Pomorskich kontynuujących swe studia na Uniwersytecie Poznańskim, i zarazem obejmuje dożywotni Patronat (lub Protektorat) nad Korporacją Baltia. Baltusi utrzymują cały czas kontakt z protektorem i studiują wnikliwie dzieła Dmowskiego. Prawdopodobnie właściwa uroczystość przyjęcia przez Dmowskiego tytułu Filistra honoris causa i Patrona Korporacji Studentów Uniwersytetu Poznańskiego Baltia nastąpiła na Komerszu Baltii 12 czerwca 1923 r., wyprawianym nazajutrz uroczystości uniwersyteckiej z okazji przyjęcia doktoratu h.c. Uniwersytetu Poznańskiego przez Romana Dmowskigo. Na komerszu pojawiło się wielu Filistrów h.c. Korporacji Akademickiej Baltia: senator Władysław Jabłonowski, senator Stanisław Kozicki i senator Zygmunt Wasilewski, który 8 stycznia 1932 r. w artykule pt. O genezie hymnu Baltii w Słowie Pomorskim opisał samo wydarzenie i utwór, który w dzień po tej uroczystości napisał Jan Kasprowicz dedykując go Korporacji.
Z Baltii wyłoniło się wielu działaczy narodowych (wykaz przedwojennych członków).

### Geneza powstania Baltii cd.
Nazwę „Baltia” wzięto od morza – Bałtyku. Przyjęte barwy wiśniowo-biało-złote nawiązywały do herbu polskiego królewskiego miasta – Gdańska. Ich dumne okazywanie Niemcom było honorem polskich korporantów. Oprócz charakteru narodowego i patriotycznego kształcenia, korporanci polscy przewyższali niemieckich ogólną ogładą, kulturą osobistą, bardziej wszechstronnym wykształceniem, zaś niczym nie ustępowali w znajomości i obieraniu korporanckich zwyczajów, zawiązywaniu przyjaźni i postępowaniu honorowym. Zdecydowaną odmiennością był dystans lub sprzeciw do orężnego dawania satysfakcji, to też uwzględnił Akademicki Kodeks Honorowy wprowadzając powszechną w społeczności akademickiej zasadę domniemania nieuznawalności pojedynków, zwłaszcza dotyczącą katolików. Potwierdza tę regułę Historia Baltii 1921-1939: Sądy Honorowe cieszyły się całkowitą akceptacją społeczności akademickiej, korporacyjnej, jak i Kościoła katolickiego. Z czasem prowokacje w stylu najsilniejszej obrazy "trzeciego stopnia" (napaść, zniewaga czynna), wykorzystywana właśnie do skrócenia jakichkolwiek negocjacji przez zmuszenie do satysfakcji z użyciem broni, kończyła się powszechnie obowiązującą sankcją wydalenia z Korporacji.
Grono założycielskie Baltii, składające się głównie z akademików rekrutujących się spośród filomatów pochodzących z Pomorza, miało na celu utrzymanie więzów braterskich, które łączyły ich w tajnej walce w gimnazjach niemieckich na Pomorzu, o zakazaną ojczystą mowę, polską historię i literaturę, o polskie rodzime obyczaje i pomorskie tradycje. W wolnej ojczyźnie, nakreślili sobie, jako dalszy etap ich społecznej działalności, pogłębianie miłości do ukochanego Pomorza, poprzez służbę w obronie i poszerzenia polskiego wybrzeża. Wielkie zasługi w zaczynie zorganizowania Korporacji miało środowisko uniwersyteckie na czele z Rektorem UP prof. Heliodorem Święcickim.
Następnego dnia po zebraniu delegacja Baltii wybrała się z wizytą do Chludowa, gdzie otrzymała pełną aprobatę oraz zgodę na objęcie patronatem Korporacji Baltia przez niekwestionowanego przywódcę obozu narodowego, męża stanu, profesora Romana Dmowskiego, który okazał im wspaniałą gościnność. Rozpoczęto też starania, żeby w szeregach Korporacji Baltia, znalazły się inne osobistości.
Godność Filistra h.c. i Protektora Baltii zgodzili się przyjąć: poeta i rektor Prof. Jan Kasprowicz, ekonomista Kurator K! Baltia Prof. Edward Taylor oraz twórca polskiego skautingu, członek Sodalicji Mariańskiej i Stronnictwa Zachowawczego Gen. Józef Haller, pierwszy prezes Koła Filistrów K! Baltia.
Lista ta jest o wiele dłuższa i obejmuje 19 postaci zasłużonych dla Narodu, przeważnie należących do filomatów lub przyjaciół i najbliższych współpracowników Romana Dmowskiego, m.in.: Józefa Wybickiego, Stefana Łaszewskiego, ks. Feliksa Bolta, Bohdana Wasiutyńskiego, Stefana Kozickiego, Zygmunta Wasilewskiego, Kazimierza Karasiewicza, Władysława Jabłonowskiego, Pawła Ossowskiego, Kazimierza Bajońskiego, Adama Czerlińskiego. Znaleźli się w niej również ludzie nie związani z ruchem narodowym, jak na przykład jeden z polskich adwokatów i organizatorów Adwokatury, Prezydent Torunia, Stefan Michałek.
Kapelanem Baltii został uwielbiany przez młodzież akademicką ksiądz prałat Józef Prądzyński, działacz katolicki, narodowy i niepodległościowy, dziekan Wojska Polskiego w zaborze pruskim i duszpasterz środowiska akademickiego Uniwersytetu Poznańskiego, który podobnie jak Fhc! ksiądz prałat Feliks Bolt należał do grona księży parlamentarzystów.
Datę starszeństwa, czyli przynależności do Związku Polskich Korporacji Akademickich od oficjalnego dnia zawiązania Korporacji potwierdził zaplanowany na połowę maja w Poznaniu II Zjazd ZPK!A.
Korporacja Baltia szybko stała się najsilniejszą i zdecydowanie najliczniejszą korporacją w Poznaniu. W praktyce przez cały okres swojego istnienia wywierała przemożny wpływ na kształt życia korporacyjnego oraz akademików z Pomorza. O jej wielkości świadczyło zawiązanie wielu przyjaźni z korporacjami ziemiańskimi o profilu monarchistycznym K! Corona i arystokratyczno-inteligenckim K! Helionia oraz karteli z bliskimi ideowo K! ZAG Wisła z Gdańska i K! Aquilonia z Warszawy. Niesformalizowana jednakowoż ścisła współpraca i przyjaźń zachodziła z K! Chrobria i K! Silesia z Poznania, bliskie relacje utrzymywała z K! Lechia i K! Masovia, z tą ostatnią zwłaszcza na gruncie politycznym i spraw pomorskich. Przy K! Baltia kandydowały K! Laconia i K! Filomatia Posnaniensis.
Organizowano doroczny Bal reprezentacyjny pod protektoratem Fhc! Gen. Józefa Hallera w salach Dworu Artusa w Toruniu, komersze, fidułki, bale i wieczorki taneczne urządzane w Belwederze, Bazarze lub Ratuszowej. Ponadto zajmowano się wieloraką współpracą na niwie międzykorporacyjnej, związkowej, Bratniej Pomocy, Akademickiego Koła Pomorskiego oraz przewodnictwem w organach ruchu narodowego. Bliskie relacje związały Baltusów z działalnością Kościoła katolickiego, co zaowocowało udziałem w współorganizowaniu Kongresu Chrystusa Króla w Poznaniu. Wydawano regularne sprawozdania z działalności, pisma okolicznościowe, jednodniówki. W pracach korporacji częstokroć brali udział przedstawiciele Koła Filistrów organizując konkursy referatów, bale, możliwość wypoczynku (Hallerowo) i budowę Domu Korporacyjnego.
Wśród wychowanków K! Baltia można wymienić wiele osób zasłużonych dla nauki i społeczeństwa, Kościoła katolickiego, Pomorza, Narodu i Państwa Polskiego, w tym m.in. kilkunastu działaczy i przywódców narodowych i niepodległościowych na najwyższych organizacyjnych szczeblach; kilku starostów, burmistrzów i prezydentów miast, np. Torunia; kilkudziesięciu profesorów, doktorów medycyny i mecenasów. Można powiedzieć, że przeważnie każdy adept Baltii należał do kręgu osób o niewątpliwie najwyższych walorach intelektualnych i zmyśle praktycznym.

### Protektorzy, Filistrzy, Wychowankowie
Patron i pierwszy Filister honoris causa – dr Roman Dmowski.
Baltia przed wojną liczyła w sumie ponad 300 członków oraz poczet 19 filistrów honoris causa, wśród nich na szczególną uwagę zasługują jej Protektorzy:
- prof. dr hab. Edward Taylor, (1884-1964), kurator z ramienia senatu UP, ekonomista, twórca poznańskiej szkoły skarbowości i prawa skarbowego Uniwersytecie Poznańskim, członek rzeczywisty Akademii Umiejętności w Krakowie, zwolennik szkoły neoklasycznej
- prof. dr hab. Jan Kasprowicz, (1860-1926), autor hymnu Baltii, poeta, dramaturg, redaktor Kuriera Lwowskiego i Słowa Polskiego, tłumacz, rektor Uniwersytetu Jana Kazimierza we Lwowie
- gen. Józef Haller, (1873-1960), bardzo aktywnie wspierający korporację, wieloletni członek Koła Filistrów, generał, twórca Błękitnej Armii, polityk i przyjaciel młodzieży
- ks. prałat dr Józef Prądzyński, (1877-1942), duszpasterz K! Baltia i młodzieży akademickiej Uniwersytetu Poznańskiego, dziekan generalny Wojska Polskiego w zaborze pruskim, działacz społeczny, niepodległościowy i narodowy, senator, patron organizacji konspiracyjnej Ojczyzna od 1939

Do pocztu honorowego zaliczały się osoby najbardziej zasłużone dla niepodległości oraz dobra Ojczyzny i Narodu, o wysokiej reputacji i ogromnym społecznym zaufaniu:
- dr Kazimierz Bajoński, (1880-1927), ekonomista, dyrektor banku Banku Przemysłowców w Poznaniu, działacz społeczny i narodowy
- ks. prałat Feliks Bolt, (1864-1940), działacz społeczny i narodowy, senator
- Adam Czarliński, (1870-1956), ziemianin, starosta powiatowy ziemi chełmińskiej na Pomorzu, następnie starosta powiatowy w Grudziądzu, działacz narodowy, po pierwszej wojnie światowej czynnie udzielał się ruchowi spółdzielczości rolniczej na Pomorzu
- Władysław Jabłonowski, (1865-1956), działacz Zet, działacz narodowy, poseł i senator, pisarz i krytyk
- Tadeusz Janowski, (-1934), major, organizator w aparacie administracyjnym, zajmował stanowisko różnych szczebli adm. miejskiej i w gospodarce komunalnej m. Torunia, radca Magistratu miasta Torunia, działacz narodowy i społeczny
- dr med. Kazimierz Karasiewicz, (1862-1926), założyciel wielu powszechnie znanych organizacji, towarzystw i banków, przewodniczący Komisji Likwidacyjnej w Poznaniu
- Stanisław Kozicki, (1876-1958), członek Komitetu Narodowego Polski w Paryżu, mianowany przez R. Dmowskiego sekretarz generalny delegacji polskiej na konferencję paryską zakończoną podpisaniem traktatu wersalskiego, poseł, tłumacz i pisarz historyczny
- dr Stefan Łaszewski, (1862-1924), sędzia, działacz niepodległościowy, wiceprezes parlamentarnego Koła Pol. w Berlinie, działacz ZLN, pierwszy wojewoda pomorski w odrodzonej Polsce, potem prezes Najwyższego Trybunału Administracyjnego w Warszawie
- mec. Stefan Michałek, (1888-1955), prezydent Torunia, adwokat, organizator adwokatury
- dr Paweł Ossowski, (1878-1939), adwokat, senator, Przew. Rady Wojew. SN na Pomorzu
- dr med. Józef Szczepański – starosta Wąbrzeski w l. 1920-1926, ceniony[przez kogo?] lekarz i działacz społeczny
- Zygmunt Wasilewski, (1865-1948), działacz narodowy, pisarz, dziennikarz, senator
- prof. dr hab. Bohdan Wasiutyński, (1882-1940), prawnik i ekonomista, publicysta, polityk, działacz narodowy i akademicki, profesor UP i UW
- dr Józef Wybicki, (1866–1928), wnuk J. Wybickiego autora hymnu Polski, społecznik i działacz narodowy, pierwszy starosta Krajowy Pomorski województwa w Toruniu

Wśród jej wychowanków można wymienić wiele osób zasłużonych dla nauki i społeczeństwa; Kościoła katolickiego, Pomorza, Narodu i Państwa Polskiego:
- prof. dr hab. Franciszek Raszeja, (1886-1942), polski ortopeda, chirurg, lekarz i nauczyciel uniwersytecki
- prof. dr hab. Aleksander Radzymiński,(1910-1972), kierownik Katedry i Kliniki Laryngologicznej Akademii Medycznej w Łodzi, prorektor do spraw klinicznych
- prof. dr hab. med. Leon Konkolewski, (1903-1958), koordynator i ordynator oddziału wewnętrznego Szpitala Miejskiego w Toruniu, adiunkt w zakładzie Anatomii Patologicznej kierowanym przez prof. Ludwika Skubiszewskiego w Poznaniu
- prof. dr hab. Kazimierz Stojałowski, (1903-1995), lekarz i antropolog, należał do grona organizatorów Pomorskiej Akademii Medycznej w Szczecinie, kierownik Katedry i Zakładu Anatomii Patologicznej PAM, lekarz sądowy i patolog, kierownik Katedry i Zakładu Anatomii Patologicznej PAM, znacznie przyczynił się do rozwoju reumatologii
- prof. dr hab. med. Alfons Wojewski, (1912-1992), światowej sławy urolog
- prof. dr hab. med. Jan Kortas, (1912-1992), współtwórca szczecińskiej chirurgii, kierownik I Kliniki Chirurgii Ogólnej PAM, wieloletni Przewodniczący Szczecińskiego Oddziału Towarzystwa Chirurgów Polskich
- prof. dr hab. farm. i med. Józef Jeske, (1912-), farmaceuta, lekarz chorób wewnętrznych, farmakolog, twórca farmakologii klinicznej, prof. zwyczajny
- prof. dr hab. Henryk Młodecki, (1918-), farmaceuta, prof. zwyczajny, wykładowca akademicki
- dr Józef Dębski, lekarz w Katowicach, Biołośliwiu (pow. Wyrzysk), lekarz w Szpitalu Miejskim w Poznaniu, znany lekarz w Toruniu
- prof. dr hab. Alfons Sergot, (1904-1983), adwokat, profesor prawa i dyrektor biblioteki szkoły prawa Katolickiego Uniwersytetu w Ponce
- prof. dr hab. Jan Baumgart, profesor Uniwersytetu Jagiellońskiego, polski bibliotekarz i bibliotekoznawca
- Leon Raszeja, (1901-1939), prawnik, działacz społeczno-polityczny, prezydent Torunia w latach 1936-1939
- Albin Nitka, burmistrz miasta Starogard Gdański
- Marian Bross, (1900-1940), notariusz, adwokat w Żninie, wiceburmistrz m. Żnin, zasłużony dla miasta i regionu, członek Komitetu Organizacyjnego Targów Pałuckich, ofiara zbrodni katyńskiej
- Wincenty Łącki, (1898-1964), prawnik, l. 1927-39 pełnił funkcję Starosty Krajowego Pomorskiego w Toruniu, sprawował także funkcje prezesa Instytutu Bałtyckiego w l. 1931-1939, prezesa pomorskiego ZHP w l. 1931-1939, w l. 1942-1945 członek Rady Narodowej w Londynie, w l. 1952-1964 był prezesem zarządu Fundacji Dobroczynności Polskiej Misji Katolickiej w Anglii i Walii
- Stanisław Dzięgielewski, (1903-1981), doc. doktor hab., spec. leśnictwa
- Witold Kurowski, prawnik, członek Rady Naczelnej Polskiego Związku Zachodniego
- Władysław Kiedrowski, (1900–1939), sędzia, założyciel Zrzeszenia Miłośników Kaszubszczyzny "Stanica"
- Marian Smoczkiewicz, (-1939), znany i zasłużony działacz społeczny i kościoła w Bydgoszczy, asesor sądowy, między innymi w Sądzie Grodzkim w Inowrocławiu, adwokat w Bydgoszczy
- Stanisław Szayna. endecja.pl. [zarchiwizowane z tego adresu (2009-02-01)]., działacz narodowy, prawnik, porucznik, autor statutu Baltii, współautor statutu ZPK!A w 1927 r., przyczynił się do 3.kartelu Wisła-Aquilonia-Baltia
- Franciszek Przytarski, (-1940), ppor., red. Biuletynu Korporacyjnego ZPK!A, 1938 Prezes ZPK!A, przywódca MW i SN w Poznaniu
- Przemysław Warmiński, (1908-1939), prawnik, dziennikarz, polski tenisista i hokeista, trener reprezentacji narodowej w hokeju w 1938, działacz narodowy, zginął w obronie Warszawy, został odznaczony Krzyżem Walecznych
- Zygfryd Nowicki, (1907-1981), prawnik, artysta plastyk, wychowawca, działacz społeczny Bydgoszczy
- Stanisław Dzięgielewski, muzykolog, kompozytor, dyrygent w Operze poznańskiej
- Grzegorz Kardaś, (1909-1988), pianista, kompozytor, kierownik muzyczny scen bydgoskich

Już po kilku latach działalności w 1926 r. odnotowano w sprawozdaniu Korporacji Baltia obejmującego spis Koła Filistrów K! Baltia kilkudziesięciu sędziów i aplikantów sędziowskich oraz kilku przedstawicieli innych zawodów prawniczych.

### Wojna i okupacja hitlerowska
W czasach okupacji wielu baltusów brało udział w konspiracji i walce zbrojnej na jej najwyższych szczeblach:
- Fhc! ksiądz prałat Józef Prądzyński – Patron i współzałożyciel narodowo-katolickiej organizacji konspiracyjnej "Ojczyzna"
- red. Wacław Ciesielski – członek kierownictwa organizacji konspiracyjnej "Ojczyzna, współzałożyciel i członek kierownictwa pomorskiej organizacji konspiracyjnej "Grunwald", był jednocześnie oficerem organizacyjnym Komendy Pomorskiego Okręgu Związku Walki Zbrojnej. Pełnił obowiązki szefa Wydziału Organizacyjnego ZWZ na Pomorzu i pełnomocnika Delegatury Rządu na terenie Komendy Okręgu Pomorskiego;
- Stanisław Iwicki – 1939 jeden z kierowników konspiracyjnej organizacji “Grunwald”;
- Wiesław Jaroszewski – członek organizacji "Ojczyzna" i AK, emisariusz Biura Zach. Delegata Rządu na Kraj (prezes Baltii 1929/30)
- Alojzy Kasprowicz – uczestnik wojen 1920 i 1939, żołnierz oporu w czasie II wojny światowej, organizował ruch oporu w południowych powiatach woj. warszawskiego
- Alfons Wojewski – członek organizacji konspiracyjnych "Pomoc Polakom", "Polska Żyje" i "Tajna Organizacja Wojskowa Gryf Pomorski". W tej ostatniej ppor. rez. lek. med. Alfons Wojewski do czasu aresztowania w 1943 r. pełnił funkcję Naczelnego Komendanta służby zdrowia;
- Stanisław Smoczkiewicz – członek ścisłego kierownictwa organizacji konspiracyjnej "Ojczyzna"; członek Tajnej Organizacji Wojskowej "Gryf Pomorski", w lipcu 1940 roku został zastępcą dyrektora Biura Delegatury Rządu dla ziem wcielonych do Rzeszy i kierownikiem Wydziału Organizacyjnego;
- kpt. Jerzy Żuralski – oficer VI Oddziału Sztabu NW w Londynie, w końcu VIII 1945 przybył jako kurier z Londynu do Polski. Uczestniczył w spotkaniu konspiracyjnym, w czasie którego złożył prezesowi Obszaru Zachodniego WiN płk Janowi Szczurkowi sprawozdanie z sytuacji za granicą. 26 X 1945 w Warszawie bierze udział w spotkaniu z szefem sztabu I ZG WiN ppłk Tadeuszem Jachimkiem i Emilią Malessą „Marcysią”, na którym „Marcysia” referowała sprawę wyrobienia kurierom dokumentów na wyjazd za granicę. Zatrzymany przez funkcjonariuszy MBP i uwięziony.

### Okres powojenny
Korporacja Baltia posiada bogatą historię powojenną. Pomimo że niektórzy baltusi kontynuowali działalność patriotyczną czy naukową poza granicami Polski, to wielu przeżyło wojnę i bardzo owocnie poświęcało się na rzecz nauki w Polsce. W latach 70. i 80. regularnie organizowano uroczyste komersze i spotkania.
Filistrzy Baltii: Józef Wojciechowski, Marian Palicki, Marcjan Bielecki, Alfons Wojciechowski, Bronisław Zygfryd Nowicki, Stanisław Dzięgielewski i Witold Radomski w latach 80. wydali księgę pamiątkową "Od morza jesteśmy... Baltia KSUP 1921-1939" oraz pozostawili nagrania, brali udział w odsłonięciu korporacyjnych tablic pamiątkowych przy kościele OO. Dominikanów w Poznaniu oraz pomnika Romana Dmowskiego w Chludowie.

## Powrót na uczelnie
Dla reaktywacji K! Baltia w 2002 r. oraz całego poznańskiego ruchu korporacyjnego zasłużyli się filistrzy seniorzy Baltii: śp. Fil! Lech Złotowicz (c.1930) i Fil! dr Bolesław Skrzypczak (c.1939) wieloletni prezes Stowarzyszenia Filistrów Poznańskich Korporacji Akademickich.
Reaktywowana korporacja skupia studentów i absolwentów kilku wyższych szkół w Poznaniu. Baltia kontynuuje założenia programowe przedwojennych korporacji akademickich: wychowania młodzieży w duchu chrześcijańskim, a właściwie katolicko-narodowym; przywiązania i pracy dla Ojczyzny; szacunku wobec prawa; wyrobienia poczucia honoru i postępowania honorowego; samokształcenia w duchu patriotycznym; przyjaźni i braterstwa. Korporacja w tym celu czuwa nad postępowaniem członków; posiada własne korporacyjne urządzenia i bibliotekę; organizuje spotkania dla kandydatów, naukowe, dydaktyczne i towarzyskie; wydaje kwartalnik Biuletyn Baltii – Pismo Polskiej Korporacji Akademickiej Baltia. Na poważniejsze uroczystości Korporacji Baltia składają się: Komersz rocznicowy organizowany w grudniu oraz Komersz z okazji poświęcenia sztandaru, tzw. majowy.

## Związki korporacji i kartele
Korporacja jest członkiem dwóch związków stowarzyszeń, są to: Związek Polskich Korporacji Akademickich (ZPKA) oraz Poznańskie Koło Międzykorporacyjne.
Baltia jest związana przedwojennymi wieczystymi kartelami z K! ZAG Wisła z Gdańska (od 17 maja 1924 r.) oraz PK!A Aquilonia z Warszawy (od 12 lutego 1925 r.).
Korporacja Baltia utrzymywała szczególnie przyjacielskie stosunki z miejscowymi korporacjami jak: Chrobria (reaktywowana razem z Baltią w 2002 roku), Silesia oraz ze swoimi córkami korporacyjnymi, Laconią i Filomatią Posnaniensis. Bliskie i serdeczne kontakty zaistniały z korporacjami: Lechia; wywodzącą się z paramilitarnej, antykomunistycznej organizacji Akademicki Komitet Obrony – korporacją Masovia, która współpracowała z Baltią w zakresie spraw politycznych i pomorskich w Akademickim Kole Pomorskim; ziemiańską korporacją o profilu monarchistycznym Corona (której członkiem był syn naszego Fhc gen. J. Hallera); inteligencko-ziemiańską Helionią (której członkiem był syn naszego Fhc E. Taylora) oraz lwowską korporacją Leopolia. Równie bliskie stosunki łączyły ją z chrześcijańską korporacją Pomerania, Konfraternią Artystów w Toruniu, Związkiem Akademickim Młodzież Wszechpolska, Ligą Morską i Kolonialną. Korporacja Baltia przewodziła i brała aktywny udział w Akademickim Kole Pomorskim przy Uniwersytecie Poznańskim i Związku Akademickim Młodzież Wszechpolska.

## Córki korporacyjne
Przy Baltii kandydowały następujące korporacje:
Laconia –
data starszeństwa: 12 grudnia 1927 rok;
barwy: zielona – amarantowa – złota;
siedziba: Poznań;
dewiza: Tibi et Gloriae Tuae Patria (Dla Ciebie i Twej chwały – Ojczyzno),
Filomatia Posnaniensis –
data starszeństwa: 17 marca 1927 r. (według Historii Baltii – 12.VI.1930 r. sprawujące z polecenia Poznańskiego Koła Międzykorporacyjnego patronat Prezydium K! Baltia dokonało uroczystego nałożenia barw Korporacji FP);
barwy: I. heliotropowa – biała – karmazynowa (do 1935 r.) II. granatowa – czerwona – złota (po 1935 r. przyjęte od K! Quiritia, zał. w 1925 r. w Poznaniu, z którą łączy się przyjmując barwy, drugi herb i datę starszeństwa Quiritii, nazwa K! pozostaje bez zmian);
siedziba: Poznań;
dewiza: Ojczyzna, Nauka, Cnota.
Filistrem honoris causa Filomatii Posnaniensis był polski działacz polityczny, adwokat Stanisław Celichowski.